# John Rubens Smith

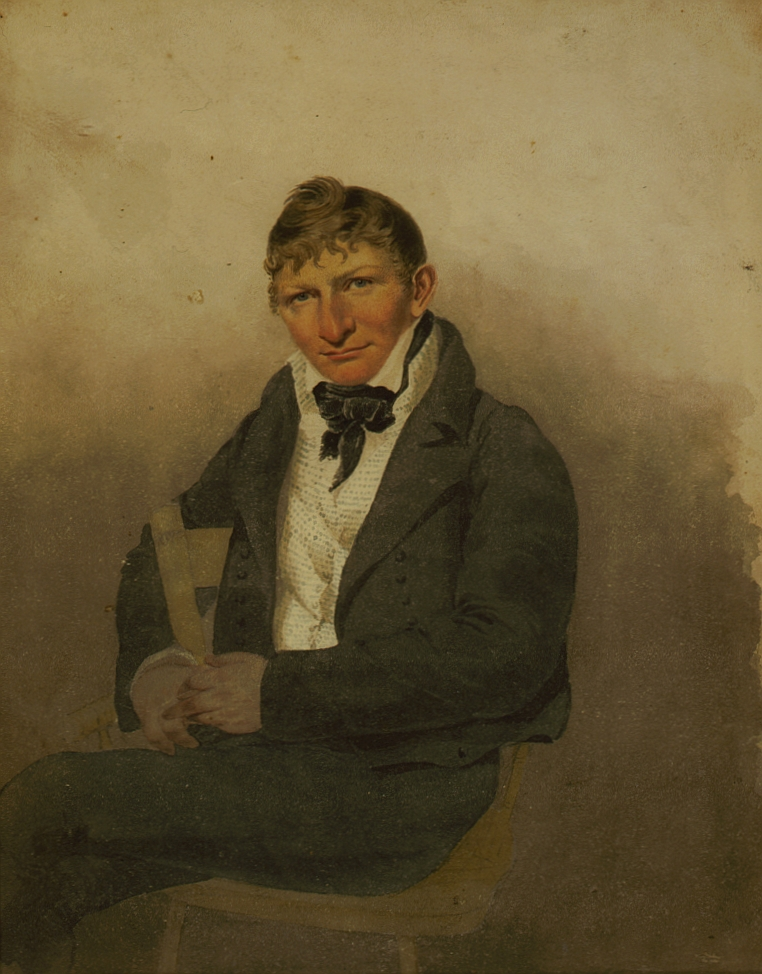
Smith 1817 (Selbstporträt)

John Rubens Smith (* 23. Januar 1775 in London; † 21. August 1849 in New York City) war ein britisch-amerikanischer Maler, Grafiker und Kunstlehrer.

## Leben

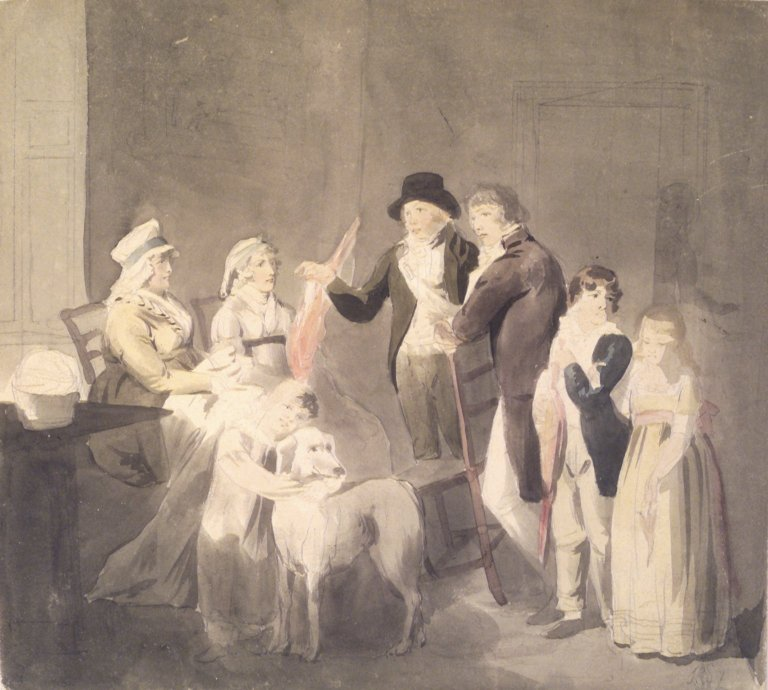
A Conversation Piece (Brooklyn Museum; zwischen 1794 u.1798)

Smith, dessen Vater John Raphael Smith ein Mezzotinto Kupferstecher war, studierte Kunst an der Royal Academy. 1807 emigrierte er nach New York. Durch seinen Zeichenstil, seine Lehren in Zeichen-Akademien und Handbücher beeinflusste er eine ganze Generation amerikanischer Künstler. Sein Sohn John Rowson Smith (1810–1864) war ein Panoramamaler.

## Werk
In seinem Werk Juvenile Drawing Book sind 55 Lithographien ohne Text zu sehen. Es wurde 1822 von John Rubens Smith herausgegeben und von J. McCormick bzw. Davis & Horn vertrieben. Es gab 3 Auflagen.